# Королёв, Валентин Алексеевич
Валентин Алексеевич Королев (7 октября 1912, Камышлов, Пермская губерния — 31 марта 1993, Киев) — советский украинский художник комбинированных съемок. Награжден орденом Красной Звезды, медалями. Заслуженный деятель искусств УССР (1973).

## Биография
Родился 7 октября 1912 года в г. Камышлов Пермской губернии в семье служащего.
Закончил Киевский архитектурно-строительный институт (1940).
Участник Великой Отечественной войны. В 1945-1949 гг. работал в Германии на студии ДЕФА.
С 1949 г. — художник комбинированных съемок Киевской киностудии им. А. П. Довженко.
Участвовал в создании фильмов: «Богдан Хмельницкий», «Майская ночь» (1941), «В мирные дни» (1950), «Тарас Шевченко» (1951), «Неразлучные друзья» (1952), «Командир корабля» (1954), «Девушка с маяка» (1956), «Рожденные бурей» (1957), «Гроза над полями» (1958), «Ехали мы, ехали» (1962), «Ракеты не должны взлететь» (1964), «Нет неизвестных солдат» (1965), «Цыган» (1967), «Остров Волчий» (1969), «Умеете ли вы жить?» (1970), «Повесть о женщине» (1973), «Красный петух плимутрок» (1974, т/ф), «Быть братом» (1976, т/ф), «Поэт Николай Кондратюк» (1977, т/ф), «Алтунин принимает решение» (1978, т/ф, 3 с), «Дачная поездка сержанта Цыбули» (1979), «Миллионы Ферфакса» (1980), «Казнить нет возможности», «Предупреждение» (1982), «Твое мирное небо» (1985) и др.
Был членом Союза кинематографистов Украины.
Умер 31 марта 1993 года в Киеве.